# Topleveldomein

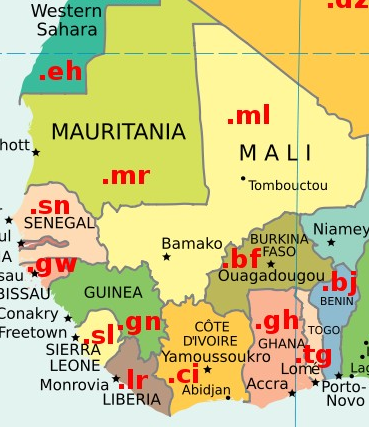
Deel van de topleveldomeinen in West-Afrika. Complete wereldkaart

Een topleveldomein of TLD (letterlijk hoogste-niveaudomein) is het meest rechtse gedeelte in een internetdomeinnaam. Het wordt door de ICANN onder andere toegekend aan onafhankelijke landen. Er wordt ook wel extensie of internetextensie gebruikt, maar dat is een verwarrende term omdat domeinnamen van rechts naar links uitgebreid worden en het woord extensie "uitbreiding" impliceert, en omdat er ook bestandsextensies zijn.
De meeste Belgische sites hebben .be als laatste deel van hun domeinnaam, terwijl dat bij Surinaamse domeinen .sr is en bij Nederlandse websites .nl. Dit type TLD bestaat uit 2 letters en is ontleend aan ISO 3166-1.
Door een beslissing van ICANN in 2011 wordt het mogelijk om een eigen, generiek TLD aan te vragen en de domeinnamen daarop zelf te verdelen. Het new gTLD-programma is begin 2012 gestart. Hiermee zijn honderden nieuwe topleveldomeinen beschikbaar gekomen voor registratie. Voorbeelden hiervan zijn .online, .shop, .app, .vlaanderen, .brussels, .frl (Friesland). Sinds 27 maart 2015 ook .amsterdam. Het heeft de voor- en nadelen daarvan laten onderzoeken; de conclusie van de verkenning was dat het al met al niet beter of slechter is dan het gebruik van .nl, waaronder .overheid.nl. Ook de Nederlandse politie heeft een gTLD aangevraagd en .politie is sinds 23 juni 2016 in de lucht. Vanaf kwartaal 3 van 2023 kunnen meer nieuwe topleveldomeinen worden aangevraagd bij het ICANN.

## Soorten TLD's
Er zijn diverse soorten TLD's:
- gTLD's: generieke TLD's, deze hebben meestal drie of meer tekens. Deze kan men onderverdelen in:
  - sTLD's: sponsored Top-Level Domains - gesponsorde TLD's
  - uTLD's: unsponsored TLDs - niet-gesponsorde TLD's
- ccTLD's: Country-Code Top-Level Domains, voorbehouden voor landen, overzeese gebieden en supranationale structuren zoals de Europese Unie
- Een speciale TLD is .arpa (Address and Routing Parameter Area domain), deze is voorbehouden voor internet-infrastructuurdoeleinden.

### Generieke TLD's
Generieke TLD's behoren niet aan één bepaald land toe, maar kunnen verschillende categorieën websites bedienen. Zie de navigatie onder de bronvermelding.

### Nationale TLD's
Zie hiervoor de lijst van topleveldomeinen op het internet. Zie ook de navigatie onder de bronvermelding.